# Vesto Slipher
Vesto Melvin Slipher (11 novembre 1875 – 8 novembre 1969) est un astronome américain. Son frère Earl C. Slipher était également astronome. En 1912, il a été le premier astronome à observer le décalage des raies spectrales des galaxies (dont la nature extragalactique n'étaient pas encore établie), découvrant ainsi le décalage vers le rouge des galaxies. En mesurant la distance des galaxies, Edwin Hubble a ensuite établi un lien entre ce décalage vers le rouge et la distance et la vitesse des galaxies.

## Biographie et travaux
Slipher naquit à Mulberry dans l'Indiana et termina ses études à l'université de l'Indiana à Bloomington. Il passa sa thèse en 1909. Il fit toute sa carrière à l'observatoire Lowell situé à Flagstaff, dont il fut directeur de 1916 à 1952. Il employa la spectroscopie pour étudier les périodes de rotation des planètes et la composition des atmosphères planétaires.
En 1912, il fut le premier à mesurer le décalage des raies spectrales d'une galaxie (la nébuleuse d'Andromède, dont la nature extragalactique n'étaient pas encore établie) . Il trouva que la galaxie d'Andromède se rapprochait de nous à la vitesse de 200 km/s. Il entrepris alors de mesurer la vitesse d'autres objets similaires, et parmi 15 galaxies mesurées en 1915 , il constata que: (i) seule deux, situées à sud de la Voie Lactée, avaient des vitesses négatives (c'est-à-dire se rapprochaient de nous); (ii) les autres avaient, dans les standards de l'époque, des vitesses importantes, s'étageant entre 200 et  1 100 km/s. Slipher croyait encore, à ce moment, en la nature stellaire des galaxies, et interprétait l'anisotropie qu'il observait comme un mouvement général de dérive (drift en anglais). Les objets du sud se rapprochant et ceux du nord s'éloignant . Les mesures suivantes devenaient fastidieuses, car après avoir observé les objets les plus lumineux, les autres requéraient des durées d'exposition de plus en plus longues, allant jusque 35 heures. En 1917 enfin, il se rallie à la théorie des univers îles, c'est-à-dire à ce qu'aujourd'hui nous appelons galaxies. La plupart des galaxies observées avaient des vitesses positives, c'est-à-dire s'éloignaient. Ces éléments furent une contribution décisive au Grand Débat visant à trancher quant à la nature des galaxies. On parle maintenant du décalage vers le rouge des galaxies. D'autres astronomes emboîtèrent le pas de Slipher pour mesurer les vitesses radiales de galaxies. Citons Edward Arthur Fath, Max Wolf, William Wallace Campbell (spécialiste de la mesure des vitesses radiales stellaires), Francis Pease, ...
En 1921, à la suite de la mesure de la vitesse de 1 800 km/s, faramineuse pour l'époque, de NGC 584, Slipher fait paraître dans le New York Times un article dans lequel il énonce que ces nébuleuses doivent être « les corps célestes les plus distants » et qu'elles doivent avoir « quitté la région du soleil au moment de la formation de la Terre, et on peut calculer, en supposant l'âge de la Terre déterminé par les géologues, qu'elles sont maintenant distantes de millions d'années lumières ».  C'est un article dans la presse généraliste, et les distances n'avaient pas alors été déterminée, mais l'analogie au modèle actuel du Big Bang est évidente . Il faut alors attendre 1929 et 1931 pour que Edwin Hubble et Milton Humason , quantifient cette intuition et que l'expansion de l'Univers devienne le nouveau paradigme .
Il fut à l'origine du recrutement de Clyde Tombaugh et supervisa les recherches qui conduisirent à la découverte de Pluton.
Il quitta ses fonctions à l'observatoire en 1954, puis mourut à Flagstaff en où il est enterré au cimetière Citizens.
Le cratère Slipher (en) sur la Lune est nommé d'après Earl et Vesto Slipher, tout comme le cratère Slipher (en) sur Mars et l'astéroïde (1766) Slipher, découvert le 7 septembre 1962 par le Indiana Asteroid Program.

## Distinctions et récompenses
- Prix Lalande, de l'académie des sciences de Paris (1919)
- Médaille Henry Draper (1932)
- Médaille d'or de la Royal Astronomical Society (1933)
- Médaille Bruce (1935) [6]

## Sources